# Holesterol monooksigenaza
Holesterol monooksigenaza (EC 1.14.15.6, holesterolna dezmolaza, citohrom P-450scc, dezmolaza, steroid 20-22, enzim odvajanja C27-bočnog lanca, holesterolna 20-22-dezmolaza, holesterolna C20-22 dezmolaza, enzim odvajanja holesterolnog bočnog lanca, enzim odvajanja holesterolnog bočnog lanca, steroidna 20-22 dezmolaza, steroidna 20-22-lijaza) je enzim sa sistematskim imenom holesterol,redukovani-adrenal-feredoksin:kiseonik oksidoreduktaza (odvajanje bočnog lanca). Ovaj enzim katalizuje sledeću hemijsku reakciju
holesterol + redukovani adrenal feredoksin + O2 {\displaystyle \rightleftharpoons } pregnenolon + 4-metilpentanal + oksidovani adrenal feredoksin + 2O
Ovaj enzim je hem-tiolatni protein. Reakcija se odvija u tri stupnja, hidroksilacija u C-20 i C-22 prethodi presecanu bočnog lancu u poziciji C-20.

## Literatura
- Nicholas C. Price; Lewis Stevens (1999). Fundamentals of Enzymology: The Cell and Molecular Biology of Catalytic Proteins (Third изд.). USA: Oxford University Press. ISBN 019850229X.
- Eric J. Toone (2006). Advances in Enzymology and Related Areas of Molecular Biology, Protein Evolution (Volume 75 изд.). Wiley-Interscience. ISBN 0471205036.
- Branden C; Tooze J. Introduction to Protein Structure. New York, NY: Garland Publishing. ISBN 0-8153-2305-0.
- Irwin H. Segel. Enzyme Kinetics: Behavior and Analysis of Rapid Equilibrium and Steady-State Enzyme Systems (Book 44 изд.). Wiley Classics Library. ISBN 0471303097.
- William P. Jencks (1987). Catalysis in Chemistry and Enzymology. Dover Publications. ISBN 0486654605.

## Spoljašnje veze
- Cholesterol+monooxygenase+(side-chain-cleaving) на 